# Colobothea grisescens
Colobothea grisescens är en skalbaggsart som beskrevs av Dmytro Zajciw 1962. Colobothea grisescens ingår i släktet Colobothea och familjen långhorningar. Inga underarter finns listade i Catalogue of Life.